# Sønderholm
Sønderholm er en by i Himmerland med 866 indbyggere  (2024), beliggende 7 km øst for Nibe, 10 km nordvest for Svenstrup og 16 km sydvest for Aalborg. Byen hører til Aalborg Kommune og ligger i Region Nordjylland.
Sønderholm hører til Sønderholm Sogn. Sønderholm Kirke ligger i den østlige ende af byen.

## Troldkirken
Højt beliggende 1 km nordøst for byen ligger Troldkirken, en langdysse fra yngre stenalder omkring 3950 f.Kr.. Den er ca. 50 meter lang og omgivet af 47 randsten. I midten ligger et sekskantet dyssekammer med en stor flad dæksten. Troldkirken var et af de første danske oldtidsminder, der blev fredet. Det skete allerede i 1809, men fredningen blev først tinglyst i 1850. Der ligger flere dysser og rundhøje i nærheden.

## Faciliteter
- Sønderholm Skole har 0.-9. klassetrin i ét spor og to skolefritidsordninger. Den ene ligger sammen med ungdomsklubben i en tidligere inspektørbolig. I en tidligere lærerbolig er der klinik til sundhedsplejerske, kontor til skolepsykolog og rum til Lokalhistorisk Arkiv. Skolen har idrætssal med mulighed for opstilling af scene.[4]
- Byen har restaurant i det tidligere forsamlingshus samt købmandsforretning.

## Historie
I 1901 beskrives Sønderholm således: "Sønderholm, ved Landevejen, med Kirke, Præstegd., Skole, Forsamlingshus (i den tidligere 1872 opr. Folkehøjskole, der nedlagdes 1884), Sparekasse for S.-Frejlev Sogne (opr. 12/3 1886...Antal af Konti 252), Jærnbane-, Telegraf- og Telefonstation;" Det høje målebordsblad fra 1800-tallet viser desuden et fattighus.
Frejlev Sogn var anneks til Sønderholm Sogn og havde altså ikke egen præst. Sønderholm-Frejlev udgjorde en sognekommune indtil kommunalreformen i 1970, hvor den blev indlemmet i Aalborg Kommune.

### Jernbanen
Sønderholm havde station på Aalborg-Hvalpsund Jernbane, der startede som Aars-Nibe-Svenstrup Jernbane i 1899 og blev forlænget til Hvalpsund i 1910. Der kom aldrig megen bebyggelse omkring Sønderholm Station, som lå næsten 2 km syd for byen. I byen viser det lave målebordsblad fra 1900-tallet mejeri, bageri og telefoncentral.
Stationen havde læssespor og fra 1902 krydsningsspor på 142 m. I 1915 blev varehuset og kvægfolden udvidet, og krydsningssporet blev forlænget med 48 m. I 1968 blev stationen nedsat til holdested.
Stationsbygningen er bevaret på Sønderholm Hedevej 61, hvor perronkanten kan ses i haveanlægget. Her passerer "Bjergbanestien"", der på de 10 km mellem Svenstrup og Nibe er anlagt på banens tracé med små undtagelser.